# Николо-Матрёнино
Николо-Матрёнино — исчезнувшее село в Медынском районе Калужской области России. Бывший погост с деревянной церковью во имя Николая Чудотворца.

## Название
В 1782 году — погост Николаевский, именуемый «в Матрёнине».
В 1859 году — духовное владельческое село Матрёнино (Никольское, Николо-Матрёнино).

## География
Находился в пределах Смоленско-Московской возвышенности Русской равнины, у реки Шаня.
Рядом ныне существующие деревни: Обухово (3 км), Бородино (5 км) и Романово (5 км).

## История
В 1690 года в новоприбылой церковной земле Николаевской в пустыне, что на реке Шаня и на поточке оброку 6 денег деревни Гребенкино на крестьянине Полуэкте Никитине.
В 1733 году в селе бригадиром Кириллом Максимовичем Редькиным построена каменная церковь с каменной колокольней Спаса Преображения. В дальнейшем она совершенно обветшала.
В 1734 году отдана во владение туленину Алексею Перфильевичу Мосолову на 20 лет.
В 1782 году значится как погост Николаевский, именуемый «в Матрёнине», священно- и церковнослужителей, без крестьян, под усадьбой десятина и 53 сажени земли, стоявший на речке Суходол и реке Шане.
В 1859 году Матрёнино (Никольское, Николо-Матрёнино) значится как духовное владельческое село с православной церковью. 
После реформ 1861 года вошло в Романовскую волость.
К 1914 году Николо-Матрёнино — село без жителей.

## Население
| 1859 | 1896 | 1913 |
| ---- | ---- | ---- |
| 25   | —    | —    |